# Aru (Saaremaa)
Koordinaten: 58° 32′ N, 22° 42′ O

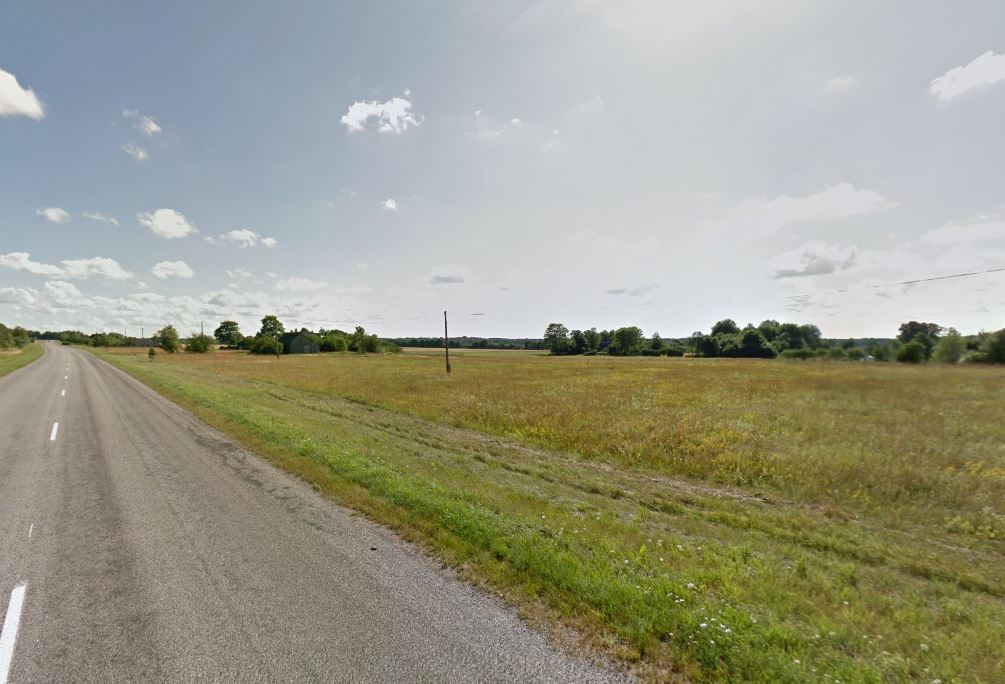
Landschaft bei Aru

Aru (deutsch Arromois) ist ein Dorf (estnisch küla) auf der größten estnischen Insel Saaremaa. Es gehört zur Landgemeinde Saaremaa (bis 2017: Landgemeinde Leisi) im Kreis Saare.

## Einwohnerschaft und Lage
Das Dorf hat 21 Einwohner (Stand 31. Dezember 2011). Es liegt 34 Kilometer nordöstlich der Inselhauptstadt Kuressaare.

## Geschichte
Im Jahr 1319 wurde der bischöfliche Vasall Mondesvaste de Arole urkundlich erwähnt. Er war estnischer Herkunft. Möglicherweise besaß er die Gegend.
Für 1519 ist das Dorf Arrull verzeichnet. Seit 1782 ist das Rittergut Arromois belegt. Dessen letzter Eigentümer vor der Enteignung im Zuge der estnischen Landreform 1919 war der Deutschbalte Georg von Rehekampff.